# Kirkbyidae
De Kirkbyidae is een familie van uitgestorven kreeftachtigen uit de klasse van de Ostracoda (mosselkreeftjes).

## Geslachten
- Iranokirkbya Kozur & Mette, 2006 †
- Kirkbya Jones, 1859 †
- Knightina Kellett, 1933 †
- Martinssonozona Schallreuter, 1968 †